# Gibson County, Tennessee
Gibson County är ett administrativt område i delstaten Tennessee, USA, med 49 683 invånare. Den administrativa huvudorten (county seat) är Trenton. 

## Geografi
Enligt United States Census Bureau har countyt en total area på 1 563 km². 1 561 km² av den arean är land och 2 km² är vatten.  

### Angränsande countyn
- Weakley County - nordost
- Carroll County - öst
- Madison County - syd
- Crockett County - sydväst
- Dyer County - väst
- Obion County - nordväst